# Понте-Носса
Понте-Носса (итал. Ponte Nossa) — коммуна в Италии, находится в регионе Ломбардия, подчиняется административному центру Бергамо.
Население составляет 2042 человека, плотность населения составляет 408 чел./км². Занимает площадь 5 км². Почтовый индекс — 24028. Телефонный код — 035.
Покровителями коммуны почитаются Пресвятая Богородица, празднование 2 июня. 
Также в коммуне особо празднуется Благовещение Пресвятой Богородицы.

## Города-побратимы
- Терезина, Бразилия (2011)